# Айос-Илиас (гора, Аркадия)
А́йос-Или́ас (греч. Άγιος Ηλίας) — гора в Греции, в центральной части полуострова Пелопоннес, в восточной части Аркадии, между Мегалополисом и  Триполисом, административным центром периферии Пелопоннес. Высота 1116 м над уровнем моря.
Название Айос-Илиас («святой Илия») получила от церкви на вершине.
В античное время называлась Менал (Майнал, др.-греч. Μαίναλον, лат. Maenalus). Павсаний называл гору Меналион (Меналий, Μαινάλιον). Горная область между Мегалополем, Мантинеей и Тегеей, над которой господствовал хребет, называлась Меналией (Μαιναλία), а жители — меналянами (Μαινάλιοι).
Гора Менал была любимым местопребыванием Пана, поэтому Овидий называет его Меналийским божеством.
В Меналии находился город Оресфий (Ὀρέσθειον, лат. Orestheum) (близ современной деревни Анемодурион, к юго-западу от Триполиса). В Оресфиде (Ὀρεσθίς) находился посёлок Ладокея (Лаодокий).
От города Менал (Майнал, близ современной деревни Давья к северо-западу от Триполиса) во время Страбона и Павсания остались едва заметные следы. Часть местности, по которой протекает Гелиссон (ныне Элисон), правый приток Алфея, называлась Менальским полем (у Павсания — Меналион, Меналий). Эпонимом города был Менал, старший из 50 сыновей Ликаона, царя Аркадии. В Трапезунте Менал и его братья принесли человеческую жертву и внутренностями убитого угостили бедного гостя, в облике которого к ним пришёл Зевс. Разгневанный Зевс убил Ликаона и всех его сыновей, кроме младшего Никтима, которого спасла Гея. Еврипид говорит, что аркадская Аталанта была дочерью Менала. На горе Менал Аталанта дала копьё Ясону.
Павсаний сообщает:
У подошвы этой горы есть следы находившегося здесь прежде города Ликои и храм Артемиды, а также медная статуя Артемиды Ликоатиды.
Финский институт в Афинах проводил в 2006—2008 и 2010—2015 годах раскопки под руководством Бьёрна Форсена (Björn Forsén) у храма Айия-Параскеви в селе Арахамите у подножья горы Айос-Илиас. При раскопках в 2011 году была обнаружена штампованная черепица с надписью Ἀρτέμιτος Λυκοάτιδος. Это позволило на основании сообщения Павсания отождествить местоположение храма Айия-Параскеви с древним городом Ликоя, а гору Айос-Илиас — с горой Менал.
Гора дала название горному хребту Меналон.